# لورا ميلر (صحفية)
لورا ميلر (بالإنجليزية: Laura Miller)‏ هي صحفية أمريكية، ولدت في 12 فبراير 1960.